# J'irai où tu iras
J'irai où tu iras è un brano cantato in duetto da Céline Dion e da Jean-Jacques Goldman, tratto dall'album della cantante canadese, D'eux (1995). La canzone fu rilasciata come singolo radiofonico in Canada nel maggio 1996. Il brano è stato scritto e prodotto dallo stesso Goldman.

## Contenuti e successo radiofonico
J'irai où tu iras non fu pubblicato sul mercato discografico dall'etichetta della Dion, ma con il successo mondiale dell'album D'eux le radio canadesi cominciarono a far passare in radio questo brano molto ritmato e con uno stile adatto all'intrattenimento radiofonico, per di più cantato in duetto con l'autore stesso di J'irai où tu iras, Jean-Jacques Goldman. Oltre a questa canzone, nel gennaio dello stesso anno le stazioni radio canadesi rilasciarono anche il brano Destin, altra canzone dal ritmo molto radiofonico.
Per la promozione del singolo non è stato realizzato alcun videoclip musicale.
J'irai où tu iras entrò nella Quebec Airplay Chart l'11 maggio 1996 e raggiunse la numero 14; in classifica vi rimase quattordici settimane totali.
Il singolo non ebbe molto successo in Europa, ma dopo vent'anni dalla sua pubblicazione, nel mese di luglio 2017, durante il Celine Dion Live 2017, entrò nella classifica francese dei singoli digitali posizionandosi alla numero 183 e nella classifica dei singoli più venduti in Francia, dove raggiunse la numero 184. A gennaio 2019, J'irai où tu iras entrò nella Top Singles Téléchargés raggiungendo la numero 177 e nella classifica ufficiale dei singoli più venduti in Francia raggiungendo la posizione 181.

## Interpretazioni dal vivo e pubblicazioni
Céline Dion eseguì questa canzone molte volte durante i suoi concerti e in vari programmi televisivi. La cantante interpretò questa canzone dal vivo anche con Garou, Luck Mervil e i membri della sua band. Durante il D'eux Tour e il Let's Talk About Love World Tour il cantautore Jean-Jacques Goldman salì sul palco durante i concerti di Parigi per duettare su J'irai où tu iras insieme a Céline. Il brano è stato interpretato anche durante le date francofone del Taking Chances World Tour del 2008-2009 e durante la sua storica performance davanti a 250.000 spettatori per celebrare il 400º anniversario di Quebec City, inclusa poi nel DVD Céline sur les Plaines, pubblicato nel 2008. Durante quest'ultimo concerto, J'irai où tu iras fu cantata insieme a Nanette Workman. Nel 2013, la canzone è stata eseguita durante la Tournée Européenne 2013 e il concerto Celine... une seule fois; durante quest'ultimo, la canzone è stata cantata in duetto con il cantante québecchese, Jean-Marc Couture.
La canzone è stata inclusa nella raccolta dei più grandi successi in france della Dion, On ne change pas (2005). Le versioni live fanno parte di altri quattro album: Live à Paris (1996), Au cœur du stade (1999), Tournée mondiale Taking Chances: le spectacle (2010) e Céline une seule fois / Live 2013 (2014).

## Formati e tracce
CD Singolo Promo (Canada)
1. J'irai où tu iras – 3:27 (Jean-Jacques Goldman)

## Classifiche
| Classifica (1996)                                             | Posizione massima raggiunta |
| ------------------------------------------------------------- | --------------------------- |
| Québec (ADISQ)                                                | 14                          |
| Classifica (2019)                                             | Posizione massima raggiunta |
| Francia (SNEP Top Singles Téléchargés)                        | 177                         |
| Francia (Classement des ventes de singles & titres en France) | 181                         |

## Crediti e personale
Personale
- Arrangiato da - Erick Benzi, Jean-Jacques Goldman
- Ingegnere del suono - Denis Savage
- Musica di - Jean-Jacques Goldman
- Produttore - Jean-Jacques Goldman
- Programmato da - Erick Benzi
- Testi di - Jean-Jacques Goldman